# Dynastia z Louvain
Dynastia z Louvain (Leuven) – dynastia panująca od przełomu IX i X w. w hrabstwach Louvain i Brukseli oraz księstwie Lotaryngii, a następnie – do 1406 roku – w księstwach Brabancji i Limburgii; boczną linią dynastii, wyodrębnioną w XIII w. i panującą w Hesji do XX w. jest dynastia heska.

## Historia
Protoplastą dynastii z Louvain był Giselbert, hrabia Maasgau (regionu nad Mozą z Maastricht), który w 846 roku poślubił córkę cesarza Lotara I. Jego potomkowie byli hrabiami Hainaut i Louvain, a do połowy X w. także książętami Lotaryngii. W 1086 roku Henryk III przyjął tytuł margrabiego Brabancji, jego brat Gotfryd I Brodaty został zaś księciem Dolnej Lotaryngii. Prawnuk tego ostatniego, Henryk I przyjął tytuł księcia Brabancji. Podobnie jak wielu innych członków rodu, aktywnie uczestniczył w życiu politycznym Rzeszy i nawet pretendował do tronu niemieckiego (podobne starania podejmował jego syn, Henryk II). Po bitwie pod Worringen jeden z kolejnych książąt z rodu, Jan I Zwycięski włączył do rodowej domeny księstwo Limburgii. Ostatnim przedstawicielem starszej linii dynastii była Joanna, po której śmierci w 1404 roku Brabancja przypadła burgundzkiej linii Walezjuszów.

W 1265 roku Henrykowi I Dziecięciu, synu księcia Brabancji Henryka II, udało się przejąć część dziedzictwa po Ludowingach – Hesję, w której jego potomkowie panowali do końca I wojny światowej. 